# Yngste søns arveret
Yngste søns (arve)ret er en lovfæstet arveret, som indebærer, at den yngste søn arver en gård eller lignende.
I nordisk ret er den forekommet udelukkende på Bornholm, hvor den var godkendt i en kongelig dansk forordning om "selveiergaardes arv" af den 14. oktober 1773."Naar en selv-eier-gaard falder i arv, da er, efter Bornholm´s gamle vedtægt, den yngste søn nærmest til sæde og adgang", efter den yngste søn og hans efterkommere skulle den nærmeste ældre søn indtræde, "og, naar ingen sønner ere til, da iblandt døtrene den ældre frem for de yngre."
Til medarvingerne (søskende) skulle udbetales en andel af arven ("taaleligt vederlag").
Forordningen med denne bornholmske særret blev ophævet i 1887.

## Gældende ret
Det følger af arveloven § 1, stk. 1, 2. pkt., at børn arver lige.

## Reference
1. ↑  arveloven på retsinformation.dk

| Jura | Spire Denne juraartikel er en spire som bør udbygges. Du er velkommen til at hjælpe Wikipedia ved at udvide den. |